# 互連航空
互連航空是一間南非的航空公司。於1997年成立並提供服務包機服務，醫療救援服務和VIP服務，航飛整個南部非洲以及其他非洲國家。
航空公司也有國內航線和國際航線，如吉達等。樞紐機場為奧利弗·坦博國際機場。

## 目的地
互連航空有以下目的地(2008年3月)：
國內
- 開普敦
- 德班
- 約翰內斯堡
- 克魯格國家公園

國際
- 布松布拉
- 吉達

## 機隊
互連航空有以下機隊(2009年1月16日)：
- 4 波音 737-200 (三架來自薩法航空)

在2009年1月16日，互連航空平均機齡為25.6歲。

## 外部連結
- 互連航空
- 互連航空機隊

## 備註
1. 1 2  . 國際飛行. 2007-04-03: 94.
2. ↑  .   [2009-03-28]. （原始内容存档于2009-05-21）.
3. ↑  .   [2009-03-28]. （原始内容存档于2017-09-08）.